# Ekträsk
Ekträsk är en by och ett stationssamhälle i Vindelns kommun. Byn är belägen på en udde i sjön Stor-Ekträsket medan stationssamhället ligger ca fyra kilometer därifrån, vid stambanan genom övre Norrland, cirka 20 kilometer norr om Hällnäs. 
SCB klassade Ekträsk som en småort år 1990. Den hade då 52 invånare över 26 hektar. Sedan 1995 har befolkningen varit färre än 50 personer och området räknas inte längre som en småort.

## Historik
Ekträsks by insynades som nybygge 1737 av Anders Filipsson i Hjuken. När stambanan genom övre Norrland anlades tillkom stationssamhället som fick samma namn. Stationshuset byggdes efter Byskemodellen. I Ekträsk lastades timmer och andra skogsprodukter för vidare transport med järnväg. Idag fungerar platsen som enkel mötesstation på järnvägen, men stationshuset står kvar på sydöstra sidan av banan.
I början av 1900-talet var skogsarbete den dominerande näringen i Ekträsk. År 1925 utbröt det så kallade Ekträskkriget då syndikalistiska arbetare gick ut i strejk och senare skickade hem ett antal strejkbrytare. Det blev inledningen till det som kallats för Sveriges längsta lockout eller Lossmen–Ekträsk-konflikten..

### Järnvägsolyckan
Den 29 mars 2005 inträffade en järnvägsolycka i Ekträsk. En lastbil med en låg trailervagn på vilken en grävmaskin stod fastnade i plankorsningen söder om bangården så att grävmaskin hamnade mitt över järnvägen. Ett godståg var på väg mot platsen och kollisionen blev våldsam. Grävmaskinen slungades iväg 30–40 meter och loket och de fyra främsta vagnarna spårade ur och blev liggande i en enda röra på bangården. Olyckan medförde att stambanan var helt avstängd i 32 timmar. Lokföraren skadades allvarligt, men överlevde eftersom han hoppade ur loket innan kraschen.